# Meundi, Mundargi
Meundi là một làng thuộc tehsil Mundargi, huyện Gadag, bang Karnataka, Ấn Độ.